# Соглашение о репарациях между ФРГ и Израилем
Соглашение о репарациях между Западной Германией и Израилем (нем. Luxemburger Abkommen, ивр. הסכם השִׁילּוּמִים‎) — подписано 10 сентября 1952 года и вступило в силу 27 марта 1953 года. По соглашению Западная Германия должна была выплатить Израилю компенсацию за использование рабского труда во время Холокоста и компенсировать потерю собственности евреев.

## Ход событий
В январе и марте 1951 года правительство Израиля направило ноты четырём державам, оккупировавшим территорию Германии. Поскольку в первые годы после войны евреи не хотели слышать о каких-либо контактах непосредственно с немцами, требование о возмещении было направлено четырём державам. Израиль требовал от Германии возместить расходы по приёму на своей территории 500 тысяч человек — беженцев из Европы. Расходы оценивались в размере 3 тысяч долларов на человека общей суммой в 1,5 млрд долларов. Кроме того, выдвигалось требование возместить потерю собственности в размере 6 млрд долларов.
США, Великобритания и Франция заявили, что они связаны с Германией Парижским репарационным договором и не могут требовать новых репараций, а СССР требования вовсе проигнорировал.
В сентябре 1951 года канцлер ФРГ Конрад Аденауэр, выступая в бундестаге, заявил о готовности обсудить возможность выплаты компенсаций.
26 октября 1951 года на встрече представителей международных еврейских организаций в Нью-Йорке под председательством президента Всемирного еврейского конгресса Нахума Гольдмана была образована организация «Конференция по материальным претензиям евреев к Германии» (The Conference on Jewish Material Claims against Germany, Inc.; Claims Conference). В дальнейшем на переговорах «Конференция» выступала как самостоятельная сторона наряду с правительством Израиля.
10 сентября 1952 года было подписано соглашение, по которому Западная Германия должна была выплатить в товарной форме Израилю 3 млрд марок в течение 14 лет. Средства инвестировались в основной капитал, сыграв важную роль в образовании израильской экономики. Выплаты были завершены в 1965 году. Кроме того, 450 млн марок (110 млн долларов) уплачивались «Конференции».

## Протесты против соглашения
Оппозиция в Израиле выступала против заключения соглашения, считая, что таким образом будут прощены и забыты преступления нацистов.

Никакие деньги, по мнению противников получения репараций, не могут искупить убийство шести миллионов евреев, а потому евреи не должны принимать деньги от убийц своих братьев и сестёр. Эту позицию сформулировал лидер парламентской оппозиции Менахем Бегин в своём знаменитом выступлении на иерусалимской площади Сион: 
Глава еврейского правительства, ради наживы намерен поехать торговать честью народа Израиля и совершать сделку, которая запятнает еврейский народ вечным пятном позора… Каждый немец — это нацист. Каждый немец — это убийца!
На заседании в кнессете Бегин, сравнил Бен-Гуриона с римским прокуратором, а немецкие деньги — со статуей свиньи, которую греки внесли в Иерусалимский Храм. «Мы отдадим наши жизни! Мы оставим наши семьи, мы простимся с нашими детьми, но переговоров с Германией не будет!» — заявил Бегин.
Охрана кнессета установила на крыше здания пулемёты для защиты депутатов. До стрельбы дело не дошло, хотя разъярённые противники соглашения попытались атаковать парламент, выбили стёкла в его окнах и были жестоко разогнаны полицией.